# Sextil Puşcariu

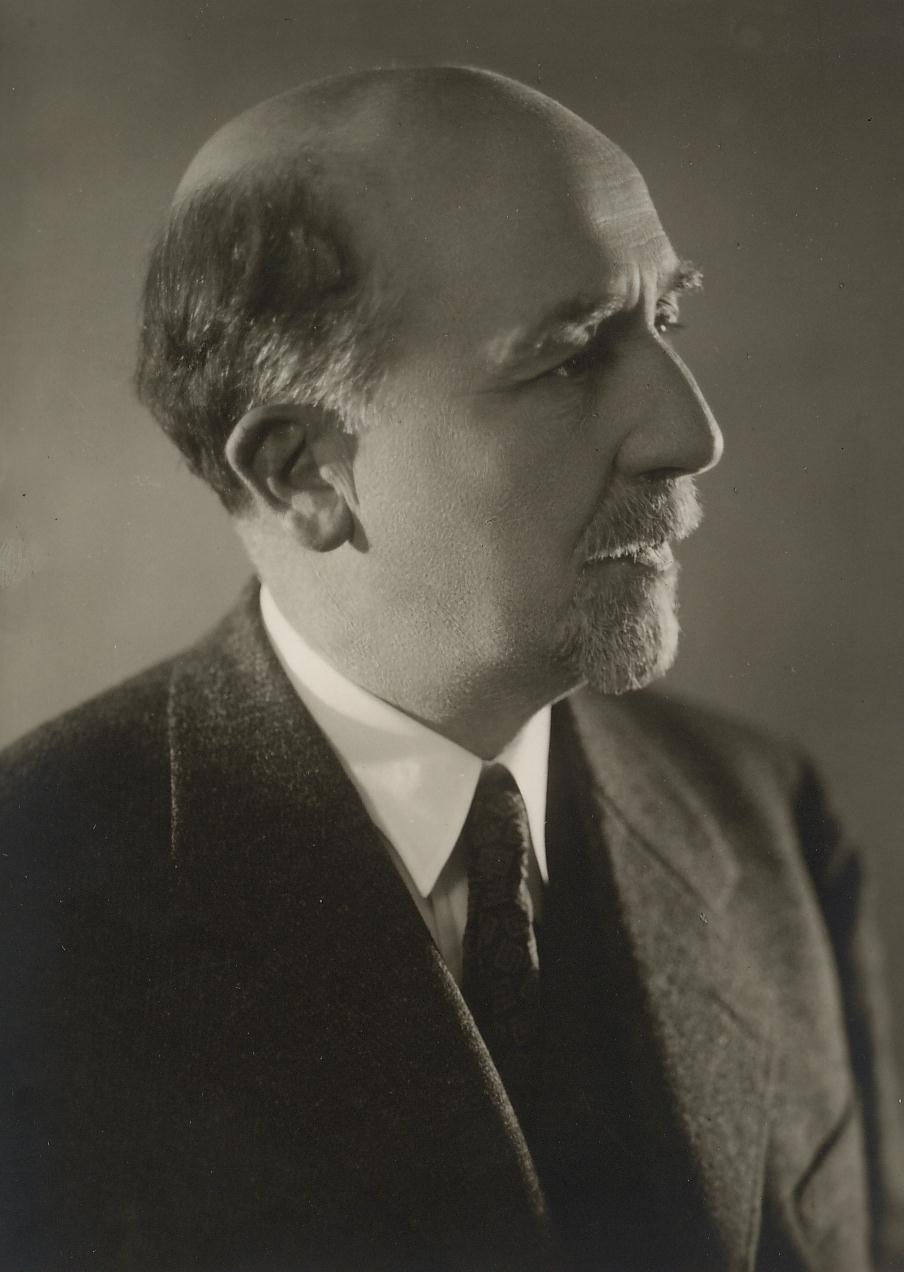
Sextil Pușcariu

Sextil Iosif Puşcariu (Brașov, 4 januari 1877 - Bran, 5 mei 1948) was een Roemeens taalkundige, die de bestudering van het Roemeens heeft geprofessionaliseerd.

## Leven
Puşcariu heeft in Braşov (in Transsylvanië, dat toen nog deel uitmaakte van Oostenrijk-Hongarije) het Duits-Roemeense gymnasium (1888-1895) gevolgd, waarna hij van 1895-1899 te Leipzig heeft gestudeerd bij onder andere de indo-europeanist Karl Brugmann, en waar hij promoveerde bij de taalkundige Gustav Weigand, specialist op het gebied van de Balkan-talen. Daarna verbleef hij twee jaar in Parijs waar hij romanistiek studeerde bij Gaston Paris en Jules Gilliéron. Vervolgens ging hij naar Wenen, waar hij bij Wilhelm Meyer-Lübke zijn Habilitation behaalde. Hij doceerde hier ook twee jaar aan het door hem opgerichte Rumänische Seminar, dat echter na twee jaar alweer opgeheven werd.
Hij werd in 1906 benoemd in Cernauti in de Boekovina, dat toen ook nog deel uitmaakte van Oostenrijk-Hongarije: de eerste twee jaar was hij hier buitengewoon hoogleraar, daarna hoogleraar Roemeense taal- en letterkunde. Tijdens de Eerste Wereldoorlog is Puşcariu als artillerist gemobiliseerd geweest.
Daarna, in 1919, werd hij belast met het opzetten van een universiteit te Cluj; na afloop van de Eerste Wereldoorlog was Transsylvanië, waarin Cluj ligt, aan Roemenië toegevoegd. Puşcariu werd de eerste rector van de universiteit hier; ook richtte hij hier het eerste Roemeense taalkundig instituut op, het Muzeul limbii române. Dit 'museum' heeft vanaf het begin een netwerk aan correspondenten opgebouwd om uit alle regio's plaatselijke (dialect-)woorden (en gebruiken) te verzamelen. Ook redigeerde Puşcariu het tijdschrift van het 'Museum': Dacoromaniei. Vanaf 1926 was hij hier hoogleraar romaanse filologie; eerder (1922-1925) was hij de Roemeense vertegenwoordiger geweest bij de Volkerenbond.
In 1926 werd hem door de Roemeense Academie gevraagd naar de spelling van het Roemeens te kijken; het voorstel van de commissie aan het hoofd waarvan hij stond werd in 1932 aangenomen. Deze spelling hield stand tot 1953, toen een nieuwe hervorming volgde.
Puşcariu was een nationaal bekend figuur: zijn 60e verjaardag werd op 4 januari 1937 op grootse wijze gevierd, en er werden krantenartikelen aan hem gewijd.
Puşcariu was, gelijk andere Roemeense intellectuelen als Mircea Eliade en E.M. Cioran, sympathisant van het rechts-nationalistische Legioen van de Aartsengel Michael. Dit legioen was Christelijk-nationalistisch geïnspireerd, en streefde een 'zuiver' Roemenië na. Daarbij schuwde het in latere jaren geen geweld.
Van 1940-1943 was Puşcariu directeur van het Roemeens Instituut te Berlijn, dat op zijn initiatief was opgericht. Het doel ervan was om ter plekke propaganda te maken voor Roemenië en de Roemeense cultuur. Dit is inderdaad gebeurd; Puşcariu hield voordrachten, bij een uitgever uit Leipzig verscheen de collectie Rumänische Bibliothek, en ook werd Puşcariu's eigen boek over de Roemeense taal in het Duits vertaald. Door Roemenië in een goed daglicht te stellen bij de Duitsers, hoopte hij dat zijn land de bij aanvang van de Tweede Wereldoorlog verloren gebieden (In 1940 was Roemenië gedwongen Bessarabië en Boekovina aan de Sovjet-Unie af te staan) weer terug zou krijgen met steun van Duitsland (Roemenië stond aanvankelijk aan de kant van Hitler). Puşcariu was door zijn germanofilie de aangewezen figuur om deze taak te vervullen. Maar er zijn uitlatingen van hem bekend, die duidelijk maken dat hij niet negatief stond t.o.v. het nazibewind; ook werden hoge personen van het naziregime uitgenodigd op zijn instituut, en als hij het Roemeense volk wilde aanprijzen, dan deed hij dat in termen waarvan duidelijk was dat ze gekozen waren om bij het nazibewind in de smaak te vallen. In Boekarest had men al snel moeite met Puşcariu's eigenmachtige (hij nam bijvoorbeeld alleen politiek gelijkgezinden aan, dus mede-aanhangers van het Legioen) optreden in Berlijn. Men ontnam hem het rectoraat van de universiteit van Cluj (dat hij vanaf 1940 weer bekleedde), en draaide geldkraan waarmee het instituut gefinancierd werd, toe..

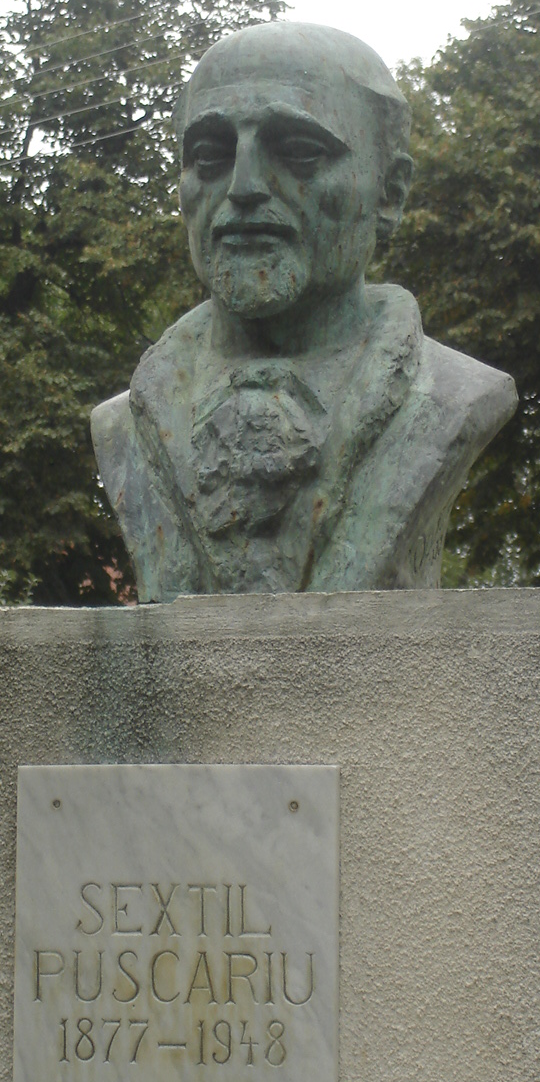
Standbeeld van Sextil Puşcariu in Bran

## Werk
Aanvankelijk had Puşcariu literaire aspiraties; hij heeft in zijn jeugd ook enig proza en poëzie gepubliceerd, en ook enkele vertalingen gemaakt. Ook aan literaire kritiek heeft hij gedaan, maar het grootste deel van zijn leven is gewijd aan de taalkunde, en zijn publicaties op dit gebied beslaan alle mogelijke deelterreinen van deze wetenschap: algemene taalkunde, fonologie, fonetiek, historische grammatica, etymologie, dialectologie, taalkundige geografie, lexicografie en orthografie.
Zijn belangrijkste publicaties zijn:
- Etymologisch Woordenboek van het Roemeens (1905)[9];
- Dicţionarul limbii române (Het woordenboek van de Roemeense taal). Vanaf 1906 had Puşcariu de leiding over dit project; hij heeft van ongeveer de helft hiervan de publicatie kunnen meemaken.
- Atlasul lingvistic român (De taalkundige atlas van het Roemeens). Deze onderneming is op zijn initiatief gestart, en ook hiervan heeft hij de voltooiing niet meer meegemaakt.
- Limba română (De Roemeense taal). Puşcariu had dit boek in 4 delen opgevat; tijdens zijn leven is alleen het eerste deel verschenen, deel II is postuum verschenen.

Puşcariu heeft honderden artikelen geschreven. Zijn grote drijfveren hierbij is steeds geweest het propaganderen van de Roemeense taal en cultuur.

## Publicaties in boekvorm
- 1896: Schițe. (Schetsen)
- 1897: Snoave. (Anecdotes)
- 1898: Juvenilia. Proză și versurii.
- 1899: Die rumänischen Diminutivsuffixe. Proefschrift.
- 1904: Lateinisches Ti und Ki im Rumänischen, Italienischen und Sardischen. Habilitationsschrift.
- 1905: Etymologisches Wörterbuch der rumänischen Sprache. I. Lateinisches Element. (Behandelt alleen de Latijnse bouwstenen van het Roemeens).
- 1906-1929: Studii istroromâne. Drie delen over het Istroroemeense dialect, geschreven samen met M. Bartoli, A. Belulovici en A. Byhan.
- 1909: Cinci ani de mişcare literară (1902-1906). (Vijf jaar literaire beweging, 1902-1906)
- 1920 Locul limbii română între limbile romanice. (De plaats van het Roemeens binnen de romaanse talen.) Toespraak gehouden in de Roemeense Academie).
- 1921: Istoria literaturii română. Epocă veche. (Geschiedenis van de Roemeense literatuur. Oudste tijdperk.)
- 1925: Literatura română.
- 1926: Cercetări şi studii. (Essays en studies)
- 1936: Les enseignements de l'Atlas linguistique de Roumanie.
- 1937: Etudes de linguistique roumaine. Franse vertalingen van Puşcariu's artikelen, verschenen ter gelegenheid van zijn 60e verjaardag.
- 1940: Limba română. Privire generală. Deel I. (Duitse vertaling: Die rumänische Sprache, ihr Wesen und ihre volkliche Prägung.)
- 1943: Die Weintraube, Rumänische Erzählungen. Door Puşcariu gepubliceerde anthologie.
- 1944: Der Erholungszug. Heitere rumänische Erzählungen. Door Puşcariu gepubliceerde anthologie.
- 1959: Limba română. Rostirea. Deel II, postuum gepubliceerd, over de fonetiek van het Roemeens. Puşcariu had nog twee andere delen van dit werk gepland, maar die zijn niet meer verschenen.
- 1968: Călare pe două veacuri. Amintiri din tinerețe (1895-1906) (Schrijlings op twee eeuwen. Jeugdherinneringen over de periode 1895-1906), postuum gepubliceerd door Magdalena Vulpe.
- 1977: Braşovul de altădată (Het Braşov van vroeger). Bundel herinneringen van Puşcariu postuum gepubliceerd door Magdalena Vulpe.
- 1978: Memorii. Postuum uitgegeven door Magdalena Vulpe.
- 1998: Spiţa unui neam din Ardeal (Transsylvaanse stamboom). Postuum uitgegeven door Magdalena Vulpe.